# 2010 FX86
2010 FX86 — крупный транснептуновый объект в поясе Койпера. Открыт в марте 2010 года группой астрономов из Варшавского университета, которыми руководит Анджей Удальский, в рамках проекта OGLE-IV, с использованием телескопа в обсерватории Лас-Кампанас (Чили).
При альбедо, принимаемом за 0,15 радиус 2010 FX86 составит 230 км. Объект 2010 FX86 обращается вокруг Солнца примерно за 322 года, на среднем расстоянии 47,0 а. е. Наклон орбиты к плоскости эклиптики составляет 25,18 градусов. Эксцентриситет орбиты — 0,0856. Вместе с 2010 FX86, польские астрономы нашли ещё четыре крупных транснептуновых объекта — 2010 EK139, 2010 EL139, 2010 KZ39 и (471165) 2010 HE79. Абсолютная звёздная величина 2010 FX86 — 4,6m. Первоначально диаметр оценивали примерно в 800 км. При альбедо 9% диаметр 2010 FX86 оценили в 558 км.